# Йейл (мифология)
Йейл (также Эал, Центикор) — мифическое существо в европейской мифологии. Представляет собой похожее на антилопу или козла четвероногое животное с большими рогами, которые оно может поворачивать в любом направлении.
Йейл мог появиться из описания индийского буйвола, который может выставлять свои рога вперёд для защиты. Имя, возможно, произошло от евр. «йаэл», что значит «горный козёл».
Йейл впервые упоминается у Плиния Старшего в «Естественной истории». У Плиния это животное описывается в контексте рассказа о зверях Индии. В некоторых[каких?] литературных источниках говорится о его вражде с василиском и о том, что у этого животного человеческий голос. Позднее существо перекочевало в средневековые бестиарии и геральдику, где оно олицетворяет гордую защиту. Присутствует на гербе Маргарет Бофорт, матери английского короля Генриха VII. Часто использовалось в архитектуре.
В США йейл как геральдический символ связан с Йельским университетом в Нью-Хейвене, штат Коннектикут. Несмотря на то, что главный спортивный талисман университета — бульдог по имени Красавчик Дэн, а йейл не фигурирует на официальном гербе университета, его изображение имеется на официальном флаге президента университета, наряду с деревянной булавой. Изображение йейла также можно увидеть над воротами Дэвенпорт-колледжа и на фронтоне Тимоти Дуайт-колледжа Йельского университета. Студенческая радиостанция кампуса университета, WYBCX Yale Radio, использует йейла в качестве своего логотипа.